# Râul Hagider
Râul Hagider, întâlnit în alte surse și sub forma de Hadjider (în rusă Хаджидер, în ucraineană Хаджидер) este un râu care străbate sud-estul Republicii Moldova și sud-vestul regiunii Odesa din Ucraina. 

## Date geografice
Râul Hagider are o lungime de 94 km și o suprafață a bazinului de 894 km² . El izvorăște dintr-un loc pitoresc din Raionul Ștefan Vodă (Republica Moldova), curge pe direcția sud-est, trece apoi pe teritoriul Raionului Ismail (Ucraina) și se varsă în Lacul Hagider, denumire sub care este cunoscută partea nordică a lacului Alibei. 
În partea superioară străbate versantul sudic al dealurilor din Podișul Podoliei, în apropiere de orașul Ștefan Vodă, apoi curge pe teritoriul raioanelor Cetatea Albă, Sărata și Tatarbunar din Regiunea Odesa (Ucraina), iar pe măsură ce coboară spre vărsare străbate o zonă joasă și se varsă printr-un estuar în Lacul Hagider, în apropierea satului Hagider. În cursul său de la izvoare la vărsare, străbate o stepă semiaridă. El are un debit foarte mic, iar în verile mai secetoase poate chiar seca pe unele segmente. El are un curs liniștit și o adâncime medie de 0,5 m.
În cursul său râul Hagider colectează apele a 57 de râuri mici, cu o lungime totală de aproximativ 348 km. Cel mai mare afluent este râul Caplani (cu vărsarea în apropiere de satul Uspenea, unde creează un bazin de mici dimensiuni).  
Râul Hagider traversează următoarele sate: Slobozia, Suiunduc, Vladimirești, Ivăneștii Vechi, Cercel, Uspenea, Bairamcea, Constantinești, Culevcea, Sergheevca, Divizia și Hagider. 
Râul Hagider este unul dintre cele mai poluate râuri din regiune. Conținutul de substanțe chimice în apă depășește de mai mult de 10 de ori concentrația maximă admisă.